# خرونس‌فلد
خرونس‌فلد (به هلندی: Gronsveld) یک منطقهٔ مسکونی در هلند است که در Eijsden-Margraten واقع شده‌است. خرونس‌فلد ۳٬۲۰۰ نفر جمعیت دارد.

## نگارخانه

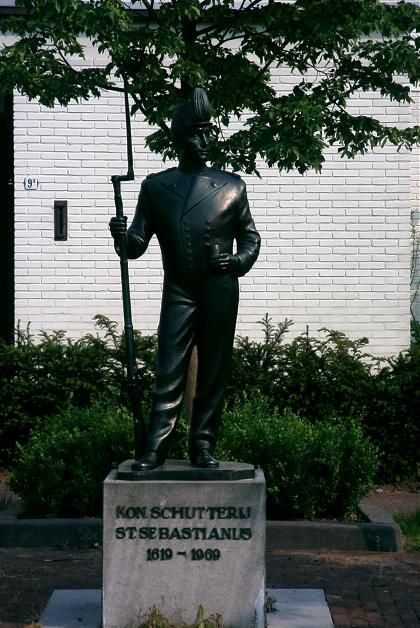
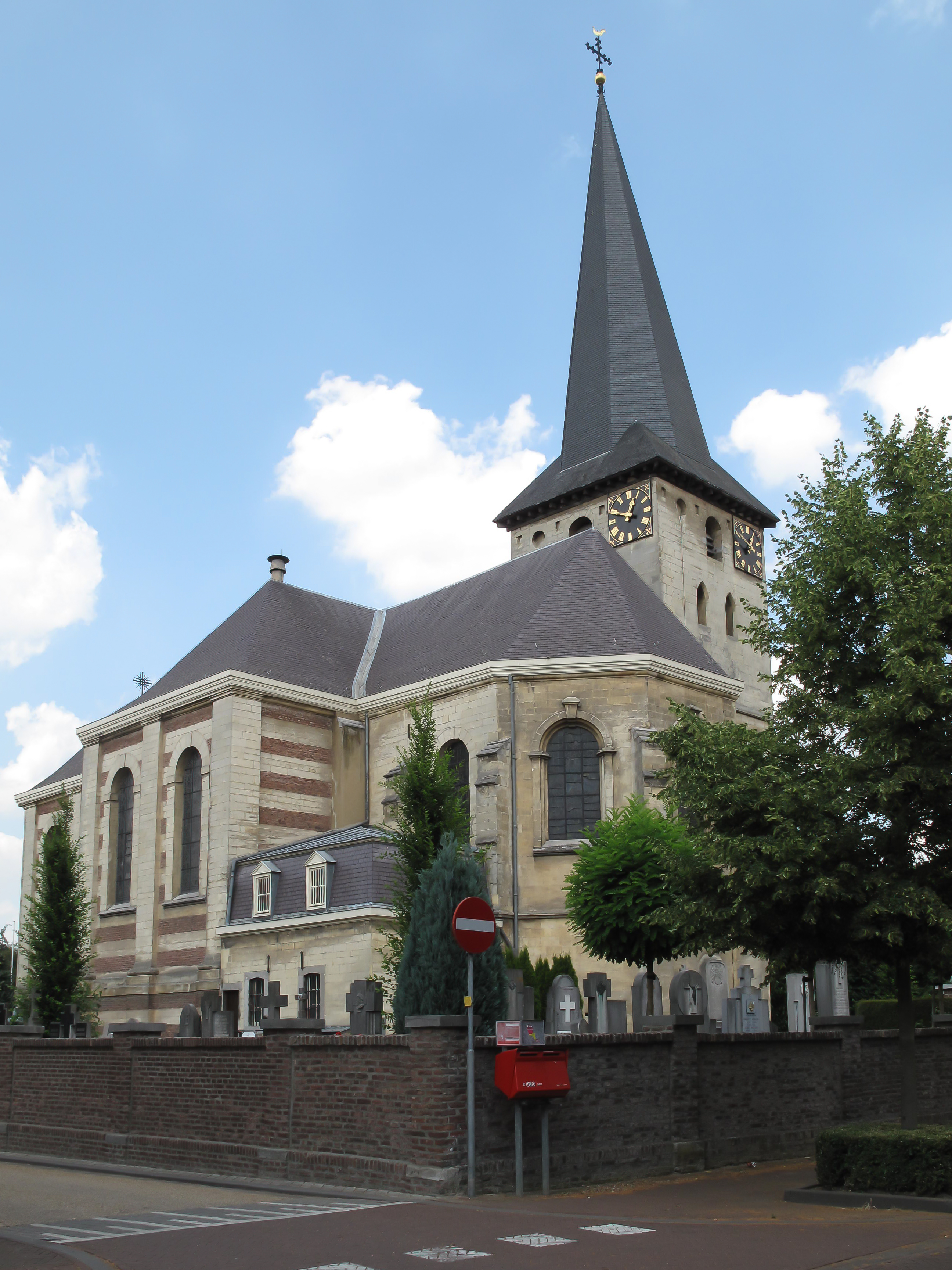
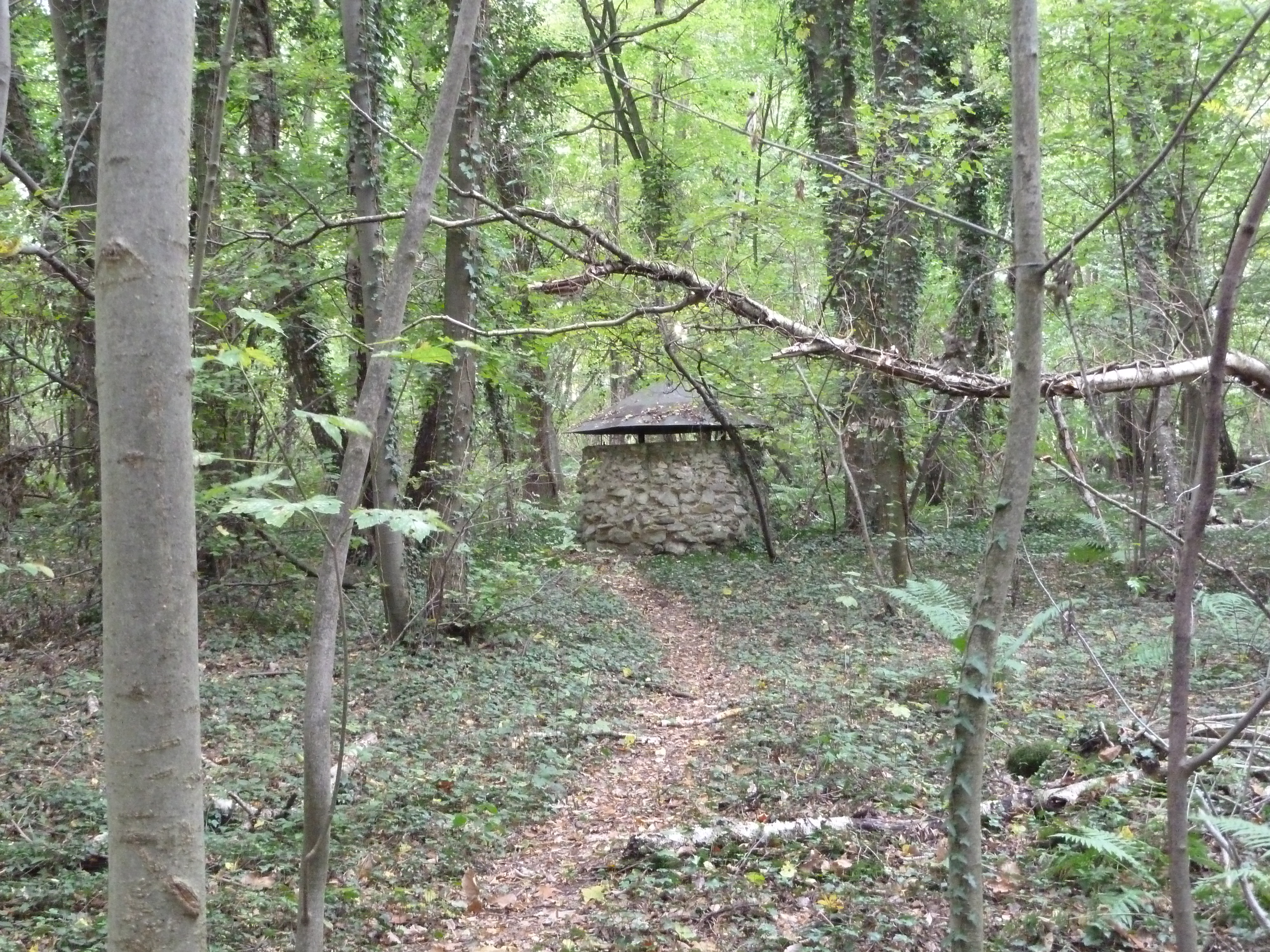